# Bundesautobahn 94
Bundesautobahn 94 (em português: Auto-estrada Federal 94) ou A 94, é uma auto-estrada na Alemanha.
A Bundesautobahn 94 tem 34 km de comprimento.

## Estados
Estados percorridos por esta auto-estrada:
- Baviera